# 龍門二十品
龙门二十品，是位于河南洛阳龙门石窟中的二十块北魏时期的造像石刻题记。
龙门石窟佛像的旁边、刻着造像的题记（“造像记”）。清代中叶，金石学大兴，在书法家中形成“魏碑体”专名，故有人辑二十种具有代表性的造像记为《龙门二十品》。这二十块题记分别是《牛橛造像记》、《一弗为亡夫张元祖造像记》、《比丘慧成为亡父洛州刺史始平公造像记》、《元详造像记》、《司马解伯达造像记》、《北海王国太妃高为孙保造像记》、《郑长猷造像记》、《孙秋生造像记》、《高树造像记》、《比丘惠感造像记》、《广川王祖母为亡夫贺兰汗造像记》、《马振拜造像记》、《广川王祖母侯太妃造像记》、《比丘法生造像记》、《杨大眼造像记》、《元燮造像记》、《元祐造像记》、《慈香造像记》、《道匠造像记》、《魏灵藏造像记》。其中除慈香造像题记在洞外，另十九件题记均在古阳洞中。龙门二十品反映出北魏书法艺术的风格,为北魏书法的代表作。